# پتر نیونهایس
پتر نیونهایس (هلندی: Peter Nieuwenhuis؛ زادهٔ ۳ آوریل ۱۹۵۱) دوچرخه‌سوار اهل هلند است.
وی در مسابقات کشوری و بین‌المللی در مجموع برندهٔ ۱ مدال برنز شده‌است.